# 拉维尼亚

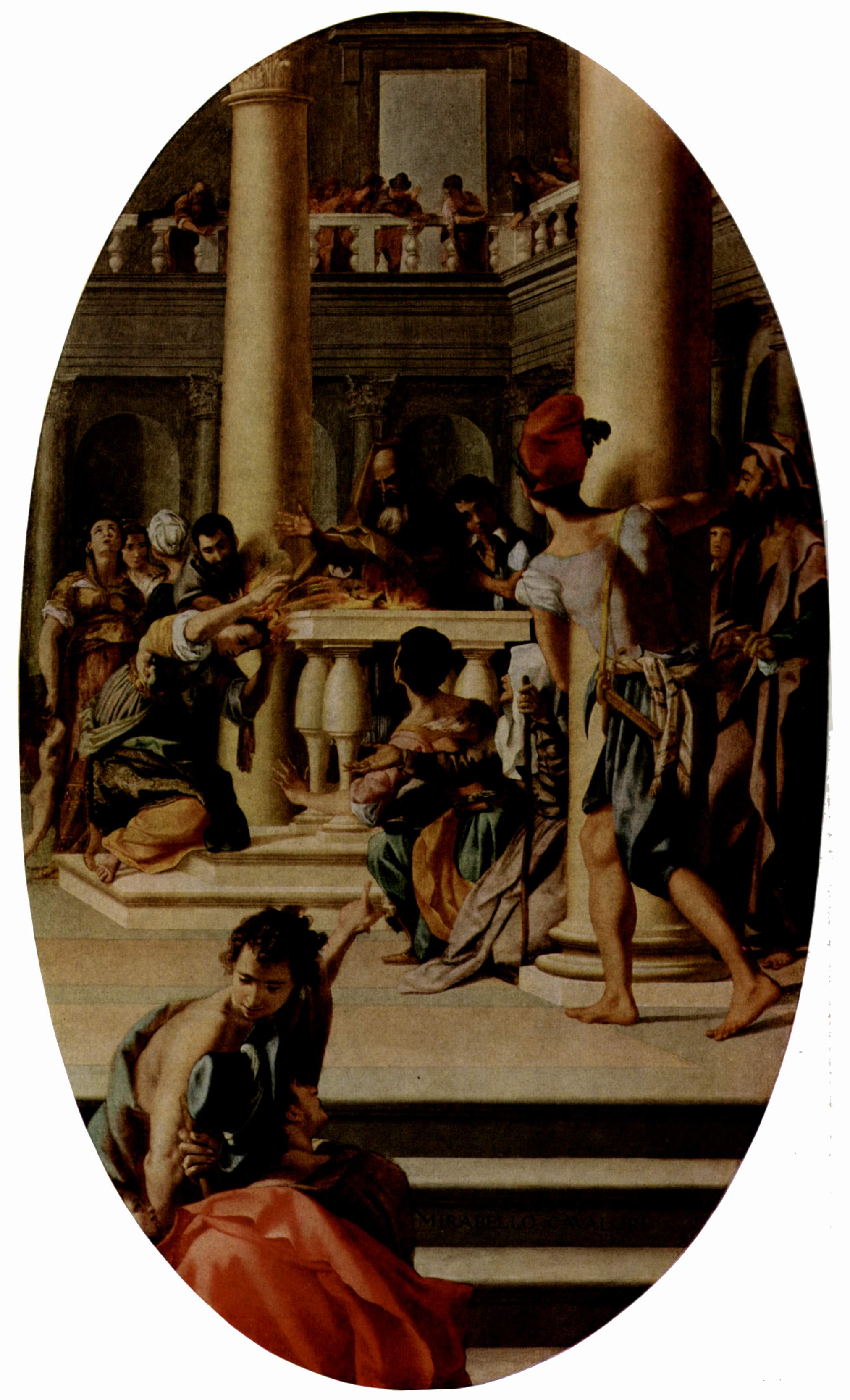
祭坛旁的拉维尼娅,1565年米卡贝洛·卡瓦洛里创作, 描绘了拉维尼娅头发起火的战争预兆瞬间，但最终得以和解。

在罗马神话中，拉维尼亚(拉丁文：Lāuīnĭa)，是萨图恩玄孙，皮库斯曾孙，法乌诺斯孙，拉丁努斯和阿玛塔之女。阿玛塔希望与表兄图努斯订婚，但其父根据神示把她嫁给了埃涅阿斯，此事引起了图耳努斯和埃涅阿斯的战争。埃涅阿斯胜利后与拉维尼亚完了婚，建立了城市。为纪念拉维尼亚，此城命名为拉维尼乌姆。埃涅阿斯去世后，拉维尼亚的继子阿斯卡尼乌斯-尤卢斯对她追求甚急，拉维尼亚逃至森林中。在那里生了西尔维乌斯，后即成为阿尔巴隆伽的第一代国王。据利维乌斯说，西尔维乌斯是阿斯乌斯之子。

## 其它
拉维尼娅，莎士比亚戏剧《泰特斯·安特洛尼克斯》中泰特斯的女儿，被哥特女王的儿子强奸并屠杀。